# Riksdagsvalet i Sverige 1979
Riksdagsvalet i Sverige 1979 till Sveriges riksdag hölls den 16 september 1979.

## Valkampanjen
Mandatperioden 1976-1979 hade inneburit en särskilt omtumlande mandatperiod för svenska förhållanden. Den borgerliga regeringen hade spruckit på frågan om kärnkraften och efter viss dramatik hade den första liberala regeringen sedan 1920-talet tillträtt. Efter Harrisburgolyckan utbröt den så kallade "galna onsdagen" när socialdemokraterna oväntat bytte fot i kärnkraftsfrågan. Inom Vänsterpartiet kommunisterna hade en fraktion brutit sig ut och bildat Arbetarpartiet kommunisterna (vilket trots APK:s blygsamma valresultat kan ha fått betydelse av utgången av valet, då vänsterblocket förlorade med en liten marginal). De borgerliga partierna fick 8,404 fler röster än de röda partierna, vilket ledde till ett mandats övertag i den nya riksdagen. Det motsvarade 0,15 procentenheters skillnad över hela Sverige.
De borgerliga partiledarna hade också mött svårigheter på olika sätt. Centerpartiets Fälldin kritiserades hårt av socialdemokraternas Palme för att han gått med på att ladda Barsebäck 2, moderaternas Gösta Bohman kritiserades för att ha drivit fram en devalvering och Folkpartiets Per Ahlmark (avgick av personliga skäl 1978) fick kritik när han vid ett besök vid en nedläggningshotad fabrik i Olofström hade önskat de anställda lycka till.
Valrörelsen har betecknats som lam med väldigt få stridsfrågor. Det väckte uppmärksamhet när socialdemokraternas partisekreterare Sten Andersson den 2 augusti lovade att en socialdemokratisk regering skulle stoppa all flygbesprutning av kalhyggen.
Ett annat uppmärksammat utspel var när Gösta Bohman vid ett besök på kärnkraftverket i Ringhals den 17 augusti försäkrade att kärnkraft inte är farligare än att cykla: "All mänsklig samvaro är förenad med risker. En meteor kan falla i huvudet på oss. Det är farligt att cykla. Och vi kan få en synål i oss som legat i en morot". Det har påståtts att Bohmans olika kontroversiella uttalanden under kampanjen fick särskild god genomslagskraft i media genom att de fälldes i samband med olika framträdanden som arrangerats för att media skulle närvara. "Publicitet är viktigt. När vi lägger upp en valturné gör vi ett program som är intressant för pressen och därmed för svenska folket.", hävdade Bohman i en tidningsintervju i samband med kampanjen. Det mest lyckade inslaget ur Moderaternas synvinkel var när ett 30-tal journalister fick besöka Bohmans sommarställe på Sundskär i Stockholms norra skärgård. Bilden av Bohman i rutig skjorta, slidkniv och utedass bröt med mångas förväntningar på en moderat partiledare. I sin minnesbok Maktskifte är Bohman nöjd med sin egen insats men hävdar att flera av hans uttalanden vantolkades.
I TV:s partiledarutfrågning den 6 september svarade Olof Palme att han inte visste att det fanns villor som kostade 700 000 kronor med ränteavdrag på 73 000 kronor: "Är hus så dyra? Det är orimligt. En chock för mig. Vilka har råd att bo där?". Detta användes senare samma höst av Hasse Alfredson i revyn Under dubbelgöken där Palme påstods ha sagt "Det var det jävligaste! Det hade jag ingen aaaning om!" när han fick höra vad en villa kostade.
Partierna hade följande paroller på valaffischerna:
- Valfrihet - nej till socialism - Moderaterna
- Ekologi: människa och natur i harmoni - Centern
- Sverige är på rätt väg. Du bestämmer fortsättningen - Folkpartiet
- (Bild med texten arbetslös) Jag kräver min rätt, ett jobb! - Vänsterpartiet Kommunisterna
- Sverige Behöver MILJÖVÄNLIG KÄRNKRAFT! - Kristen Demokratisk Samling[4]
- Trygghet och gemenskap i ett bättre samhälle - Kristen Demokratisk Samling

## Valresultat
|                      |                                 |                      |                     |        |        |                  |                  |                  |
| Parti                | Parti                           | Partiledare          | Röster              | Röster | Röster | Mandatfördelning | Mandatfördelning | Mandatfördelning |
| Parti                | Parti                           | Partiledare          | Antal               | %      | +− %   | Antal            | +−               | %                |
|                      | Socialdemokraterna              | Olof Palme           | 2 356 234           | 43,24  | +0,49  | 154              | +2               | 44,13            |
|                      | Moderata samlingspartiet        | Gösta Bohman         | 1 108 406           | 20,34  | +4,75  | 73               | +18              | 20,92            |
|                      | Centerpartiet                   | Thorbjörn Fälldin    | 984 589             | 18,07  | −6,01  | 64               | −22              | 18,34            |
|                      | Folkpartiet                     | Ola Ullsten          | 577 063             | 10,59  | −0,47  | 38               | −1               | 10,89            |
|                      | Vänsterpartiet kommunisterna    | Lars Werner          | 305 420             | 5,61   | +0,86  | 20               | +3               | 5,73             |
|                      | Kristen demokratisk samling     | Alf Svensson         | 75 993              | 1,39   | +0,03  | —                | —                | —                |
|                      | Sveriges kommunistiska parti    | Ronald Pettersson    | 10 862              | 0,20   | -0,12  | —                | —                | —                |
|                      | Arbetarpartiet kommunisterna    | Rolf Hagel           | 10 725              | 0,20   | —      | —                | —                | —                |
|                      | Övriga partier                  | —                    | 19 346              | 0,36   | +0,3   | —                | —                | —                |
|                      | Borgerliga blocket (M + FP + C) | –                    | 2 670 058           | 49,00  | -1,8   | 175              | -5               | 50,14            |
|                      | Socialistiska blocket (S + VPK) | –                    | 2 661 654           | 48,85  | +1,3   | 174              | +5               | 49,86            |
| Antal giltiga röster | Antal giltiga röster            | Antal giltiga röster | 5 448 638           | 100,00 |        | 349              |                  |                  |
| Ogiltiga röster      | Ogiltiga röster                 | Ogiltiga röster      | 31 488              |        |        |                  |                  |                  |
| Totalt               | Totalt                          | Totalt               | 5 480 126 (90,72 %) |        |        |                  |                  |                  |

Antalet röstberättigade var 6 040 461 personer och antalet röstande var 5 480 126 personer. Valdeltagandet uppgick därmed till 90,72 procent, en nedgång med 1,04 procentenheter jämfört med valet 1976.

## Nyinvalda framtidsnamn
Bland de invalda riksdagskandidaterna fanns sedermera kända politiker som tog plats i kammaren för första gången: Carl Bildt, Göran Persson, Elisabeth Fleetwood, Birgit Friggebo, Knut Billing, Lars Ahlmark, Maj-Lis Lööw, Per Westerberg, Mona Saint Cyr, Anita Bråkenhielm, Göte Jonsson, Anders G. Högmark, Christer Eirefelt, Lars Tobisson, Gullan Lindblad, Margot Wallström, Ann-Cathrine Haglund, Björn Körlof, Lennart Blom, Lars Ulander och Bo Södersten.

## Regeringsbildning
Regeringsbildningen tog 25 dagar efter riksdagsvalet 1979, vilket då var rekordlångt i Sverige. Under tiden satt regeringen Ullsten kvar. 
Riksdagsvalet hösten 1979 såg på valnatten ut att bli en seger med ett mandat för Socialdemokraterna och Vänsterpartiet kommunisterna över de borgerliga partierna. Det kunde dock förutses att ett mandat skulle kunna byta sida när söndagspoströsterna och de sista utlandsrösterna hade räknats. Att så blev fallet stod klart onsdagen den 19 september. De tre borgerliga riksdagspartierna fick således sammanlagt 175 mandat och de två övriga riksdagspartierna 174 mandat. Av siffrorna ovan framgår också att endast 8 404 röster skilde riksdagspartierna i de politiska blocken åt.
Något som nu stod klart var att Moderaterna var den borgerliga sidans största parti. Detta var första gången sedan före depressionen på 1930-talet som man varit största borgerliga parti i riksdagen. Moderaterna behöll positionen som riksdagens största icke-socialistiska parti fram till riksdagsvalet 2022. Centerpartiet blev valets klara förlorare vilket sades bero mycket på att Fälldin fått ta skott för de problem som drabbat hans regering i form av regeringskriser och kärnkraftsfrågan. De borgerliga partierna hade tillsammans försökt desarmera frågan genom att i maj 1979 besluta om folkomröstningen om kärnkraft som skulle äga rum 1980. Även Folkpartiet tappade marginellt stöd.
Torsdagen den 20 september lämnade statsminister Ullsten (fp) in sin ansökan om entledigande. Talman Henry Allard entledigade omedelbart statsministern och övriga statsråd, varefter han anmodade Ullsten att ta kontakt med Gösta Bohman (m) och Thorbjörn Fälldin (c) för överläggningar om regeringsbildningen. Därefter träffade talmannen övriga partiledare. Till ny talman valdes efter en något kaotisk omröstning socialdemokraten Ingemund Bengtsson.
Den 9 oktober föreslog talmannen i ett anförande riksdagen "att till ny statsminister utse Thorbjörn Fälldin, som avser att bilda en regering i vilken kommer att ingå företrädare för centerpartiet, folkpartiet och moderata samlingspartiet". Förslaget bordlades.
Riksdagen prövade förslaget den 11 oktober. Innan omröstningen avgavs röstförklaringar av partiledarna Olof Palme (s) och Lars Werner (vpk). Båda partierna förklarade att de skulle rösta nej. Palme hänvisade till vad partiets företrädare hade anfört 1976 och citerade samma förarbetsuttalande. Werner anförde att omröstningen i grunden var en omröstning för eller mot ett borgerligt regeringsprogram och inte främst för eller mot en viss person.
Omröstningen följde i stort sett helt partilinjerna och gav till resultat att 170 ledamöter (m, c och fp) röstade för talmannens förslag medan 174 ledamöter (s och vpk) röstade emot det. En ledamot avstod från att rösta. Riksdagen hade alltså godkänt talmannens förslag eftersom det krävs en majoritet av riksdagens samtliga ledamöter för att avslå talmannens förslag. Samma dag förordnade talmannen Thorbjörn Fälldin till statsminister.
Den 12 oktober tillträdde Regeringen Fälldin II.